# Ашкілеу-Маре
Ашкілеу-Маре (рум. Așchileu Mare) — село у повіті Клуж в Румунії. Адміністративний центр комуни Ашкілеу.
Село розташоване на відстані 347 км на північний захід від Бухареста, 24 км на північ від Клуж-Напоки.

## Населення
За даними перепису населення 2002 року у селі проживали 611 осіб. Рідною мовою 610 осіб (99,8%) назвали румунську.
Національний склад населення села:
| Національність | Кількість осіб | Відсоток |
| -------------- | -------------- | -------- |
| румуни         | 602            | 98,5%    |
| цигани         | 9              | 1,5%     |